# Здравей отново
„Здравей отново“ (на английски: Hello Again) е американско фентъзи от 1987 г., режисиран и продуциран от Франк Пери, и участват Шели Лонг, Джудит Айви, Гейбриъл Бърн, Корбин Бърнсън и Сийла Уорд.